# Ceresium usingeri
Ceresium usingeri är en skalbaggsart som beskrevs av J. Linsley Gressitt 1956. Ceresium usingeri ingår i släktet Ceresium och familjen långhorningar. Inga underarter finns listade i Catalogue of Life.